# Chiesa della Santissima Trinità (Gazzaniga)
La chiesa della Santissima Trinità è la parrocchiale di Orezzo, frazione di Gazzaniga, in provincia e diocesi di Bergamo, inserita nel vicariato di Gazzaniga.

## Storia
La chiesa fu edificata negli ultimi anni del Cinquecento, documentata nel 1585, ed elevata a parrocchia con decreto del vescovo san Gregorio Barbarigo il 4 dicembre 1663 dopo che fu smembrata da quella di San Giorgio di Fiorano al Serio. La parrocchialità fu mantenuta successivamente con i decreti del 20 giugno 1663 e successivamente del 28 ottobre 1728. La copertura a volte, in sostituzione di quella precedente, fu realizzata nel 1637. L'edificio fu consacrato e intitolato alla  Santissima Trinità dal vescovo di Bergamo Antonio Redetti il 20 aprile 1738. 
Sempre nel Settecento fu posto l'organo e il concerto di cinque campane collocate sul nuovo campanile fuse dalla ditta Callisto Crespi di Crema, fu inoltre benedetto il 5 giugno 1898 il vescovo Gaetano Camillo Guindani.
Nei primi anni del Novecento la chiesa ricevette la visita pastorale del vescovo di Bergamo Giacomo Radini-Tedeschi, in occasione della posa del rinnovato altare maggiore. Il vescovo consacrò nuovamente l'edificio di culto intitolandolo alla Santissima Trinità e ponendo nell'altare maggiore le reliquie dei santi Colombano e Ricuperato. Il fonte battesimale fu realizzato nel 1936 su progetto dell'ingegnere Camillo Galizzi; nello stesso periodo l'aula fu oggetto di completa decorazione.
Il concerto di campane settecentesco fu sostituito nel Novecento con la consacrazione il 20 settembre 1953 dall'arcivescovo delegato apostolico a Istanbul, Giacomo Testa; le otto campane erano state fuse dalla ditta Roberto Mazzola di Valduggia.
Nel 1948 fu maggiormente innalzata la torre campanaria con conci in calcare grigio estratto dalla cava del monte Cedrina.

## Descrizione

### Esterno
La chiesa dal classico orientamento con l'abside rivolta a oriente, è preceduta da un breve sagrato posto a mezzogiorno e a mezzanotte, e dal porticato a ovest, aperto da tre arcate a tutto sesto con contorno in conci di pietra, che poggiano su colonne complete di base e capitelli quattrocenteschi e chiuso da bassa barriera in ferro battuto. Il porticato ha involto a crociera e pavimentazione in marmo. La facciata ha uno zoccolo aggettante ed è intonacata. Quattro gradini in marmo collegano l'esterno all'ingresso principale, completo di paraste e architrave in vivo; la parte superiore del porticato ha un'ampia apertura atta a illuminare l'aula. Il campanile è posto sul lato nord in pietra a vista.

Un ulteriore porticato composto da due aperture a tutto sesto e unica colonna in pietra, è posto sull'ingresso laterale a sud che collega con il piccolo tempio a pianta ottagonale in pietrame squadrato e con copertura a otto falde in pietra a uso di battistero.

### Interno
L'interno, preceduto dalla bussola lignea, è a navata unica e si sviluppa su tre campate divise da lesene complete di zoccolatura e capitelli d'ordine corinzio che reggono la trabeazione completa di cornicione affrescato che percorre tutta l'aula. Dal cornicione si imposta la volta ribassata della navata con lunettoni strombati dove sono inserite tre finestre per lato, due atte a dare luce all'aula e altre finte. Sul lato a destra vi è l'organo a canne. La parete di fondo presenta due altari laterali e l'arco trionfale che conduce alla zona presbiteriale rialzata da cinque gradini in marmo di Zandobbio, a pianta rettangolare di misura molto inferiore alla navata stessa. Il coro ligneo semiottagonale con copertura a catino che si sviluppa su quattro spicchi chiude la parte del presbiterio. La parte è completamente stuccata con medaglioni affrescati di poco valore artistico. L'altare maggiore è opera della bottega di Bartolomeo Manni e l'abside conserva dipinti opere del XVIII secolo del clusonese Antonio Cifronti.